# VinFast LUX A2.0
VinFast LUX A2.0 là dòng ô tô sedan 4 cửa sản xuất bởi VinFast thuộc tập đoàn Vingroup, dựa trên BMW 5 Series (F10).

## Tên gọi
Tên gọi đầy đủ Vinfast Lux A2.0 đã được Vingroup đăng ký bản quyền tại Cục Sở hữu trí tuệ (Việt Nam) với các ý nghĩa được giải thích như sau:
- VinFast viết tắt của các từ:[2]
  - Việt Nam
  - Phong cách (chữ F đại diện âm Ph)
  - An toàn
  - Sáng tạo
  - Tiên phong
- Lux: viết tắt của Luxury nghĩa là sang trọng, cao cấp.
- A: ký tự đầu tiên trong bảng chữ cái Alphabet, đại diện cho sản phẩm hạng A tiêu chuẩn quốc tế, hàm chứa khát vọng tiên phong.
- 2.0: thông số kỹ thuật, thể hiện dung tích động cơ.

## Thiết kế

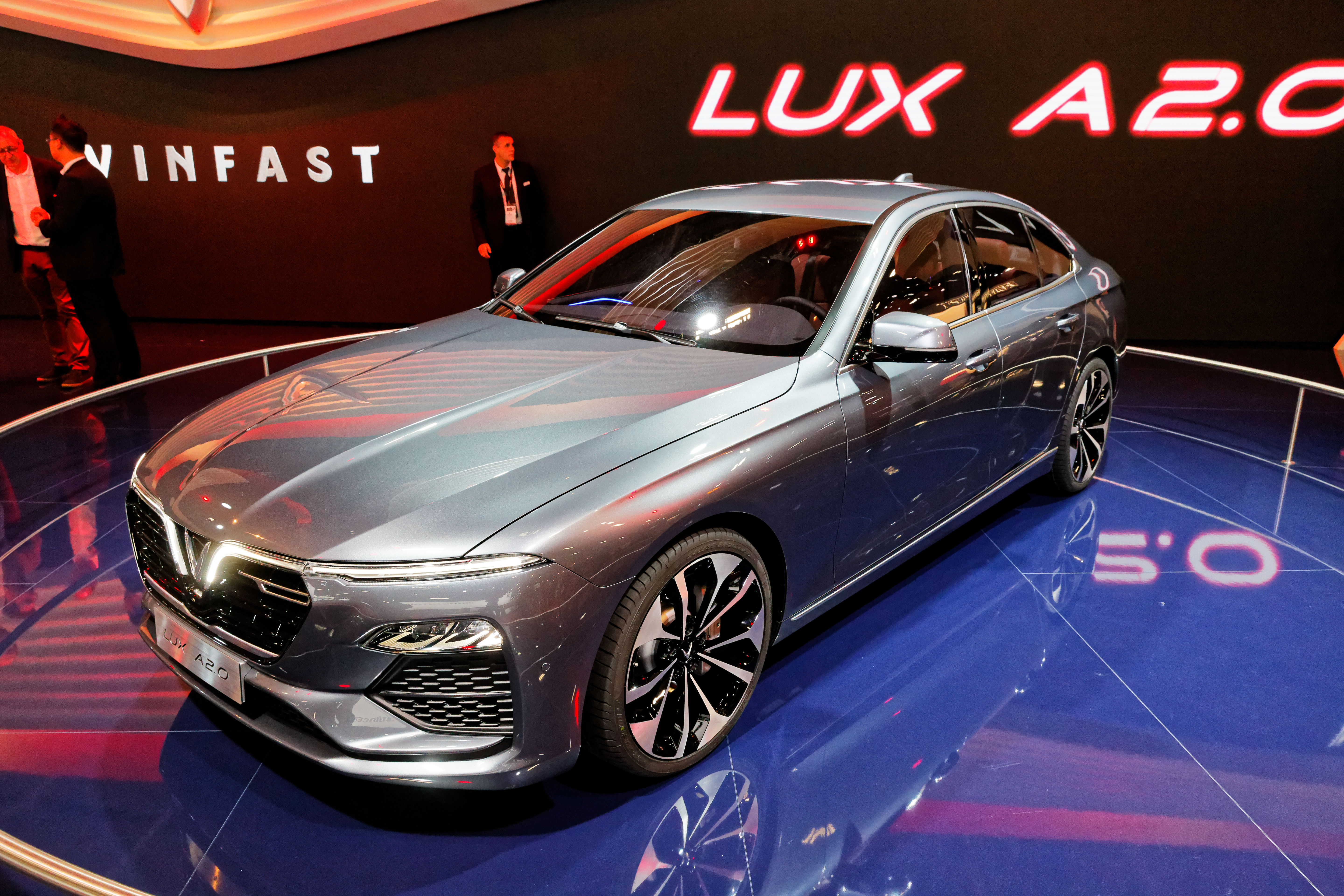
VinFast LUX A2.0 tại Triển lãm ô tô và mô tô Paris 2018.

LUX SA2.0 và LUX A2.0 được VinFast phát triển từ 20 mẫu do 4 hãng thiết kế Pininfarina, Zagato, Torino và ItalDesign:
- Mẫu xe Pininfarina dũng mãnh, phóng khoáng mang hơi thở chiến binh[6]
- Zagato cá tính, ngang tàng[7]
- ItalDesign mang vẻ đẹp thể thao và thanh lịch[8]
- Torino tràn đầy năng lượng và trẻ trung[9]

20 mẫu xe này được VinFast công khai cho người tiêu dùng bình chọn từ ngày 2/10/2017 và kết quả chung cuộc 20/10/2017 thuộc về 2 mẫu Sedan 02 và SUV 02 của Ital Design được cho là vẻ đẹp mạnh mẽ, sang trọng và tràn đầy năng lượng. Hai mẫu xe này có biểu tượng tạo hình cách điệu chữ V, chữ cái đầu trong tên nước Việt Nam vào logo và đường nối từ đèn pha đến đầu xe, được chế tạo mẫu concept bởi Pininfarina.

## Cấu hình
Chi tiết xe Sedan Lux A2.0
| Tham số                                                   | VF LUX A2.0                                                                          | Tùy chọn nâng cao                                                                    |
| --------------------------------------------------------- | ------------------------------------------------------------------------------------ | ------------------------------------------------------------------------------------ |
| Kích thước D x R x C                                      | 4.973 x 1.900 x 1.464 mm                                                             | 4.973 x 1.900 x 1.464 mm                                                             |
| Chiều dài cơ sở                                           | 2.968 mm                                                                             | 2.968 mm                                                                             |
| Khoảng sáng gầm xe                                        | >120 mm                                                                              | >120 mm                                                                              |
| Động cơ                                                   | 2.0L, DOHC, I-4, xi lanh, tăng áp ống kép, van biến thiên, phun nhiên liệu trực tiếp | 2.0L, DOHC, I-4, xi lanh, tăng áp ống kép, van biến thiên, phun nhiên liệu trực tiếp |
| Công suất tối đa (Hp/rpm)                                 | 174/4.500-6.000                                                                      | 228/5.000-6.000                                                                      |
| Mô men xoắn cực đại (Nm/rpm)                              | 300/1.750-4.000                                                                      | 350/1.750-4.500                                                                      |
| Tự động tắt động cơ tạm thời idling stop                  | Có                                                                                   | Có                                                                                   |
| Hộp số                                                    | ZF - Tự động 8 cấp                                                                   | ZF - Tự động 8 cấp                                                                   |
| Nhiên liệu                                                | Xăng                                                                                 | Xăng                                                                                 |
| Dẫn động                                                  | Cầu sau (RWD)                                                                        | Cầu sau (RWD)                                                                        |
| Hệ thống treo trước                                       | Độc lập, tay đòn dưới kép, giá đỡ bằng nhôm                                          | Độc lập, tay đòn dưới kép, giá đỡ bằng nhôm                                          |
| Hệ thống treo sau                                         | Độc lập, 5 liên kết với đòn dẫn hướng. Thanh ổn định ngang                           | Độc lập, 5 liên kết với đòn dẫn hướng. Thanh ổn định ngang                           |
| Đèn phía trước                                            | Đèn chiếu xa/gần & đèn ban ngày LED, tự động bật/tắt, đèn chờ dẫn đường              | Đèn chiếu xa/gần & đèn ban ngày LED, tự động bật/tắt, đèn chờ dẫn đường              |
| Cụm đèn hậu                                               | LED                                                                                  | LED                                                                                  |
| Đèn chào mừng                                             | Có                                                                                   | Có                                                                                   |
| Gương chiếu hậu                                           | Chỉnh điện, gập điện, tự điều chỉnh khi lùi, tích hợp đèn báo rẽ, sấy gương          | Chỉnh điện, gập điện, tự điều chỉnh khi lùi, tích hợp đèn báo rẽ, sấy gương          |
| Kính cách nhiệt tối màu                                   | Không                                                                                | Có                                                                                   |
| Cốp xe đóng/mở điện                                       | Không                                                                                | Có                                                                                   |
| Lốp & La-zăng hợp kim nhôm                                | 18 Inch                                                                              | 19 Inch                                                                              |
| Chìa khóa thông minh khởi động bằng nút bấm               | Có                                                                                   | Có                                                                                   |
| Màn hình thông tin lái 7 Inch, màu                        | Có                                                                                   | Có                                                                                   |
| Vô lăng bọc da chỉnh cơ 4 hướng                           | Tích hợp điều khiển âm thanh, đàm thoại rảnh tay và kiểm soát hành trình             | Tích hợp điều khiển âm thanh, đàm thoại rảnh tay và kiểm soát hành trình             |
| Hệ thống điều hòa                                         | Tự động, hai vùng độc lập, lọc không khí bằng ion                                    | Tự động, hai vùng độc lập, lọc không khí bằng ion                                    |
| Rèm che nắng kính sau chỉnh điện                          | Không                                                                                | Có                                                                                   |
| Chất liệu bọc ghế                                         | Da tổng hợp                                                                          | Da cao cấp                                                                           |
| Điều chỉnh ghế lái và ghế hành khách trước                | Chỉnh điện 4 hướng + chỉnh cơ 2 hướng                                                | Chỉnh điện 8 hướng + đệm lưng 4 hướng                                                |
| Màn hình cảm ứng 10,4", màu                               | Có                                                                                   | Có                                                                                   |
| Tích hợp bản đồ & chức năng chỉ đường                     | Không                                                                                | Có                                                                                   |
| Kết nối điện thoại thông minh & điều khiển bằng giọng nói | Có                                                                                   | Có                                                                                   |
| Hệ thống loa                                              | 8 loa                                                                                | 13 loa, có Amplifer                                                                  |
| Wifi hotspot và sạc không dây                             | Không                                                                                | Có                                                                                   |
| Đèn trang trí nội thất                                    | Không                                                                                | Có                                                                                   |
| Phanh                                                     | Phanh trước: Đĩa tản nhiệt; Phanh sau: Đĩa đặc                                       | Phanh trước: Đĩa tản nhiệt; Phanh sau: Đĩa đặc                                       |
| Hệ thống ABS, EBD, BA ESC, TCS, HSA, ROM                  | Có                                                                                   | Có                                                                                   |
| Hệ thống hỗ trợ xuống dốc HDC                             | Không                                                                                | Có                                                                                   |
| Đèn báo phanh khẩn cấp ESS                                | Có                                                                                   | Có                                                                                   |
| Cảm biến hỗ trợ đỗ xe trước (x2 cảm biến)                 | Không                                                                                | Có                                                                                   |
| Cảm biến hỗ trợ đỗ xe sau (x4 cảm biến)                   | Có                                                                                   | Có                                                                                   |
| Camera lùi                                                | Có                                                                                   | 360 độ                                                                               |
| Hệ thống cảnh báo điểm mù                                 | Không                                                                                | Có                                                                                   |
| Chức năng an ninh                                         | Tự động khoá cửa, báo chống trộm, mã hoá chìa khoá                                   | Tự động khoá cửa, báo chống trộm, mã hoá chìa khoá                                   |
| Hệ thống túi khí                                          | 6 túi khí                                                                            | 6 túi khí                                                                            |

## Bán hàng
| Doanh số     |        |          |              |           |
| T.gian       | Fadil  | Lux A2.0 | SA2.0        | Tổng cộng |
| ------------ | ------ | -------- | ------------ | --------- |
| 2019         |        |          |              | 17.214    |
| 2020         |        |          |              |           |
| 1-4/20       |        |          |              |           |
| 5/20         | 1.156  | 682      | 323          | 2.161     |
| 6/20         | 1.364  | 467      | 339          | 2.170     |
| 7/20         | 1.577  | 355      | 282          | 2.214     |
| 8/20         | 849    | 337      | 308          | 1.494     |
| 9/20         | 1.515  | 804      | 1.307        | 3.626     |
| 10/20        | 1.851  | 653      | 362          | 2.866     |
| 11/20        | 2.816  | 676      | 548          | 4.040     |
| 12/20        | 2.472  | 1.115    | 916          | 4.503     |
| 8 tháng 5-12 | 13.600 | 5.089    | 4.385        | 23.074    |
| 2020         | 18.016 | 6.013    | 5.456        | 29.485    |
| 2021         |        |          |              |           |
| 1/21         | 1.746  | 567      | 488          | 2.801     |
| 2/21         | 1.090  | 343      | 285          | 1.718     |
| 3/21         | 1.312  | 548      | 470          | 2.330     |
| 4/21         | 1.559  | 627      | 531          | 2.717     |
| 5/21         | 1.868  | 457      | 530          | 2.855     |
| 6/21         | 2.552  | 711      | 254          | 3.517     |
| 7/21         | 2.928  | 778      | 76           | 3.782     |
| 8/21         | 2.048  | 254      | 8            | 2.310     |
| 9/21         | 2.565  | 486      | 446          | 3.497     |
| 10/21        | 2.218  | 537      | 565          | 3.320     |
| 11/21        | 2.489  | 421      | 919          | 3.829     |
| 12/21        | 1.753  | 601      | 608 e34: 85  | 3.047     |
| 2021         | 24.128 | 6.330    | 5.180 e34 85 | 35.723    |

| 2022  | Fadil  | A2.0  | SA2.0 | e34   | VF 8  | VF 9 | Tổng cộng |
| ----- | ------ | ----- | ----- | ----- | ----- | ---- | --------- |
| 2022  |        |       |       |       |       |      |           |
| 1/22  | 1.401  | 199   | 463   | 40    | 0     | 0    | 2.103     |
| 2/22  | 697    | 170   | 234   | 53    |       |      | 1.154     |
| 3/22  | 2.567  | 309   | 183   | 412   |       |      | 3.471     |
| 4/22  | 1.654  | 287   | 80    | 406   |       |      | 2.427     |
| 5/22  | 1.909  | 425   | 268   | 448   |       |      | 3.050     |
| 6/22  | 1.338  | 359   | 11    | 782   |       |      | 2.490     |
| 7/22  | 766    | 1.085 | 224   | 62    |       |      | 2.137     |
| 8/22  | 329    | 849   | 37    | 5     |       |      | 1.220     |
| 9/22  |        |       |       |       |       |      |           |
| 10/22 |        |       |       |       |       |      |           |
| 11/22 |        |       |       | 182   | 412   |      | 594       |
| 12/22 |        |       |       | 1.548 | 2.730 |      | 4.278     |
| 2022  | 10.661 | 3.683 | 1.500 | 3.938 | 3.142 |      | 22.924    |

| 2023 | VF e34 | VF 5  | VF 6 | VF 7 | VF 8  | VF 9  | Tổng cộng |
| ---- | ------ | ----- | ---- | ---- | ----- | ----- | --------- |
| 2023 |        |       |      |      |       |       |           |
| 1/23 | 154    |       |      |      | 204   |       | 358       |
| 2/23 | 150    |       |      |      | 266   |       | 416       |
| 3/23 | 469    |       |      |      | 395   | 51    | 915       |
| 4/23 | 2.332  | 36    |      |      | 1.232 | 198   | 3.798     |
| 5/23 | 960    | 332   |      |      | 1.274 | 430   | 2.996     |
| 6/23 | 1.007  | 609   |      |      | 1.184 | 355   | 3.155     |
| 7/23 | 1.181  | 1.000 |      |      | 443   | 418   | 3.042     |
| 2023 | 6.253  | 1.977 |      |      | 4.998 | 1.452 | 14.680    |

Tổng
1. Fadil: 45.827
2. Lux A: 16.026
3. Lux SA: 12.136
4. President: <100
5. VF e34: 10.276
6. VF 5: 1.977
7. VF 6:
8. VF 7:
9. VF 8: 8.140
10. VF 9: 1.452

Tổng cộng 95.834
Từ tháng 8 năm 2023, VF không thống kê hàng tháng cho từng dòng sản phẩm nữa mà tính gộp hàng quý.
1. Quý 3/2022: 153 xe ô tô điện, 13.253 xe máy điện
2. Quý 2/2023: 9.535 xe ô tô điện, 10.182 xe máy điện
3. Quý 3/2023: 10.027 xe ô tô điện, 28.220 xe máy điện.[56][57]
4. Quý 4/2023: 13.513 xe ô tô điện

Tổng 202334.855 xe ô tô điện.
| Nội dung thêm |
| --- |
| Sau 2023 2024 87.000 1. Quý 1 2024 2. Quý 2 2024 3. Quý 3 2024: 21.912 xe ô tô điện, trong đó 9.300 xe trong tháng 9 4. Tháng 12 2024: 20.000 1. VF 3: 8.800 (25.000 xe trong 5 tháng) 2. VF 5: 4.900 (32.000 xe trong 12 tháng) 3. VF 6: 2.700 5. Quý 4: 53.139 (toàn cầu. Cả năm 97.399) 1. Xe máy điện, xe đạp điện: 31.170 (cả năm 70.977) 2025 1. Tháng 1: hơn 10.000 1. VF 3: 4.000 2. VF 5: 3.300 2. Tháng 2: hơn 12.500 1. VF 3: 5.200 2. VF 5: hơn 3.000 3. VF 6: gần 2.000 4. VF 7: hơn 570 3. Tháng 3: hơn 12.100 1. VF 3: hơn 3.700 2. VF 5: hơn 4.400 3. VF 6: hơn 1.100 4. VF 7: hơn 600 4. Tháng 4: 9.588 1. VF 3: 2.378 2. VF 5: 3.731 3. VF 6: 1.763 5. Tháng 5: 11.496 1. VF 3: 3.950 2. VF 5: 4.232 3. VF 6: 1.393 4. VF 7: 773 6. Tháng 6: 11.382 1. VF 3: 3.667 2. VF 5: 3.060 3. VF 6: 1.245 4. VF 7: 725 5. Herio Green: 916 6. Nerio Green: 1.415 7. VF 8, 9: 354 7. Tháng 7: 11.479 1. VF 3: 3.140 2. VF 5: 2.552 3. Herio Green: 2.182 4. VF 6: 1.902 5. VF 7: 795 6. VF 8: 319 |

## Đón nhận
- Ngày 20 tháng 3 năm 2019, 155 chiếc xe VinFast LUX đã được gửi đi thử nghiệm an toàn tại 14 quốc gia thuộc 4 châu lục.[70][71]
- Ngày 28 tháng 7 năm 2019, VF đã bàn giao khoảng 200 chiếc xe Lux bao gồm cả Sedan A2.0 và SUV SA2.0.[72][73]
- Ngày 23/10, VF đã nhận chứng nhận an toàn 5 sao cho 2 dòng xe Lux (A2.0, SA2.0) và 4 sao cho Fadil từ Chương trình đánh giá xe mới của Đông Nam Á;[74][75][76] đồng thời VF cũng chính thức tham gia Triển lãm Ô tô Việt Nam 2019 (Vietnam Motor Show 2019).[77][78][79]

## Hình ảnh
Xe mẫu trưng bày tại Paris Motor Show 2018:

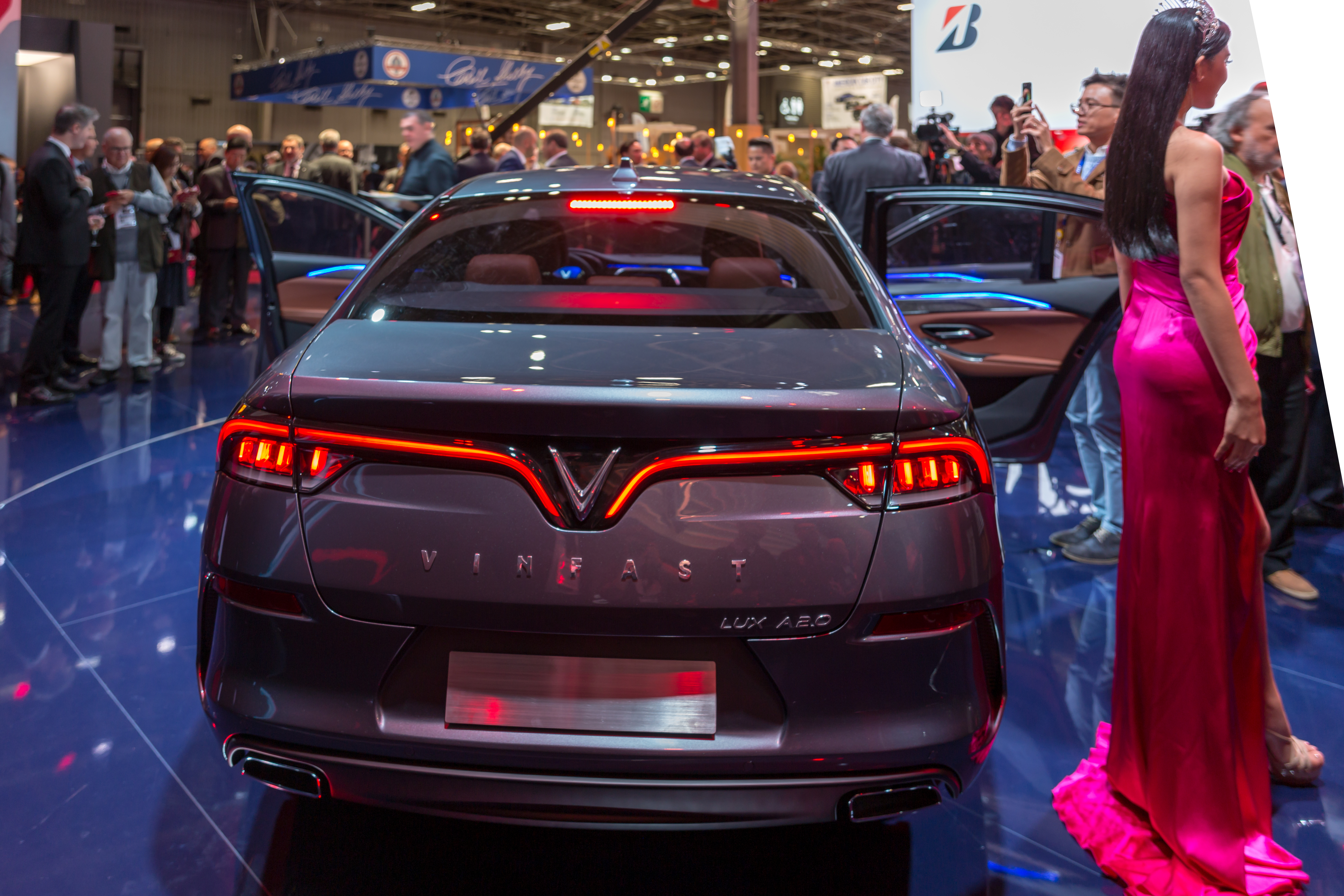
Trực diện đuôi xe
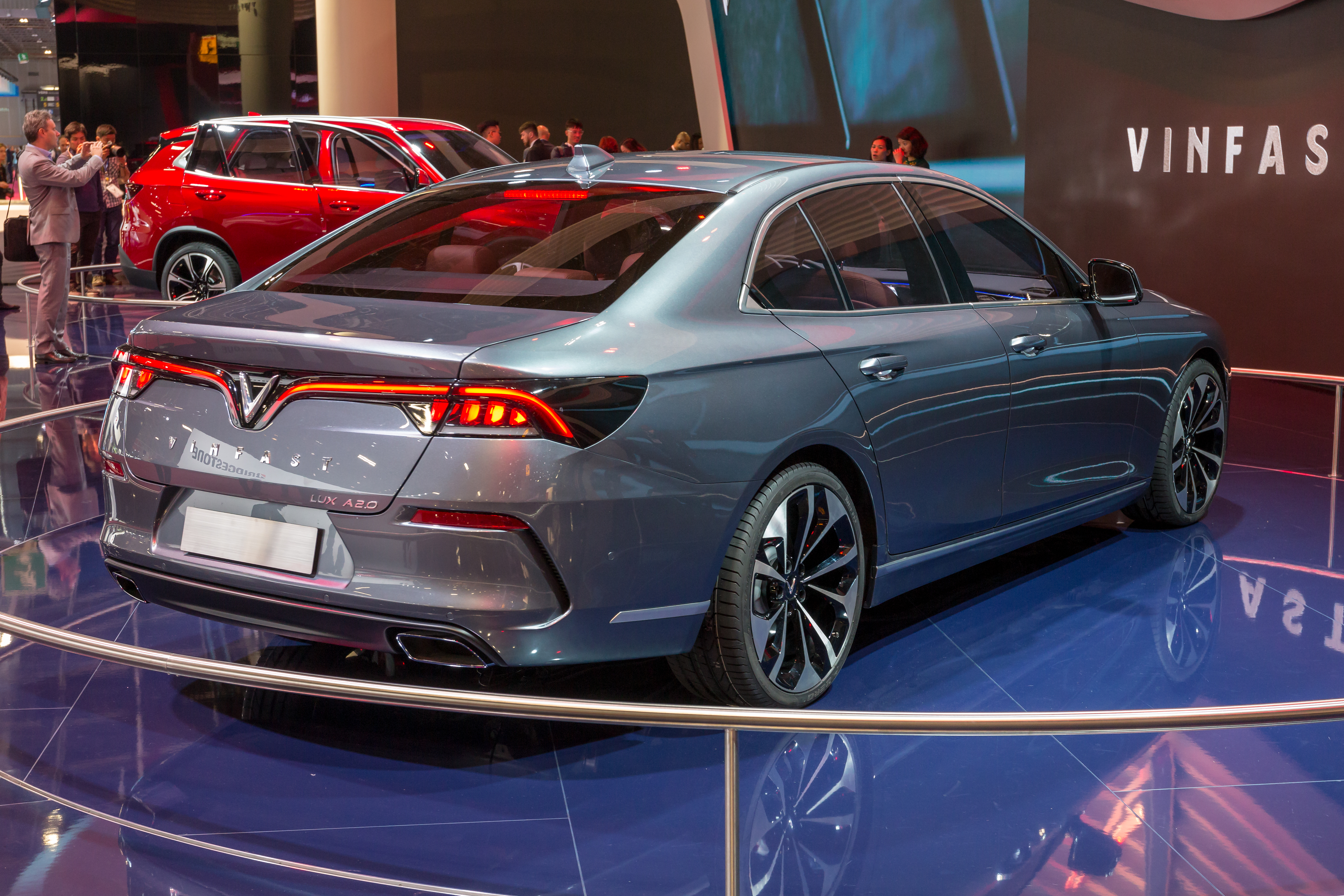
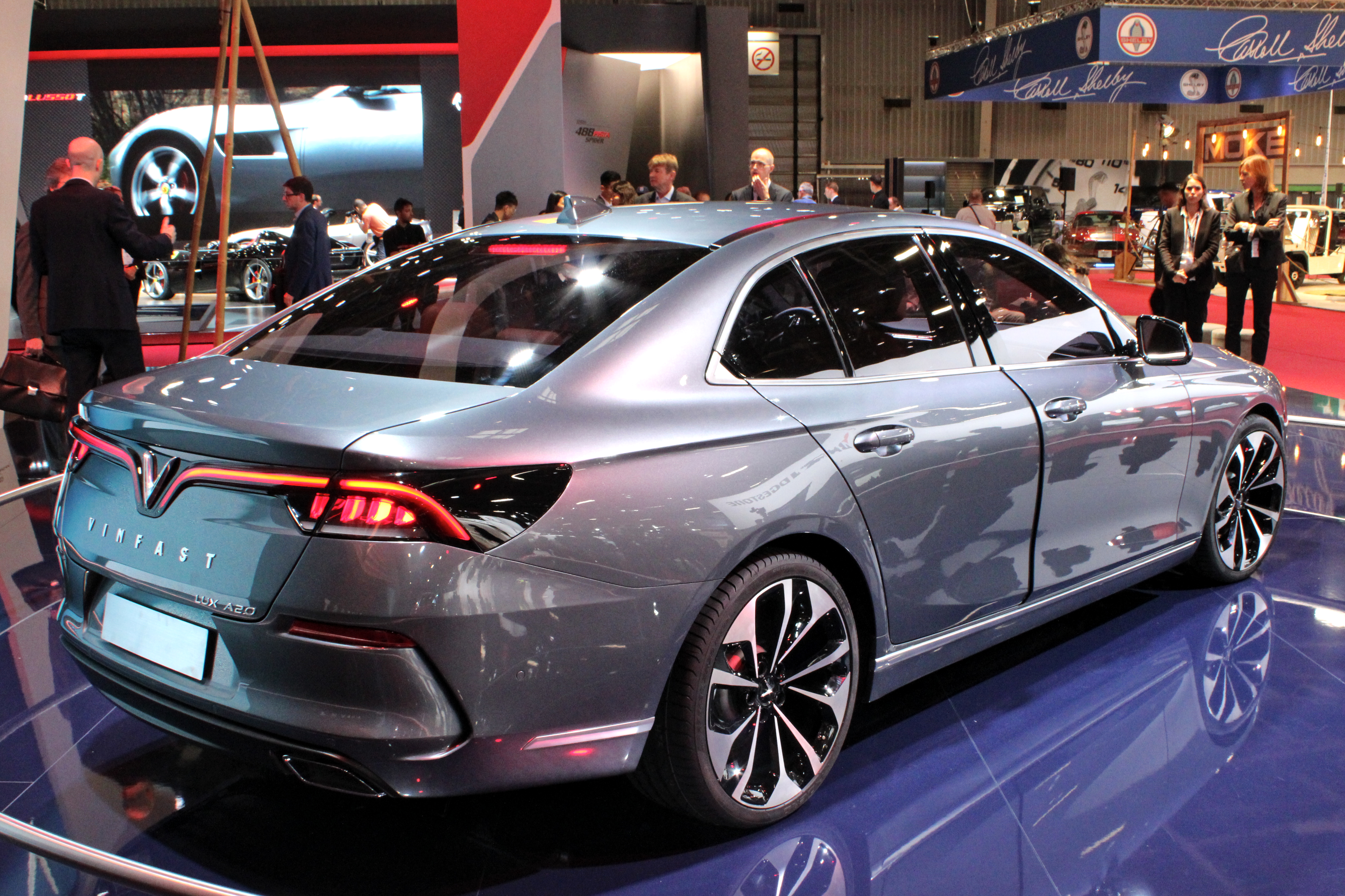
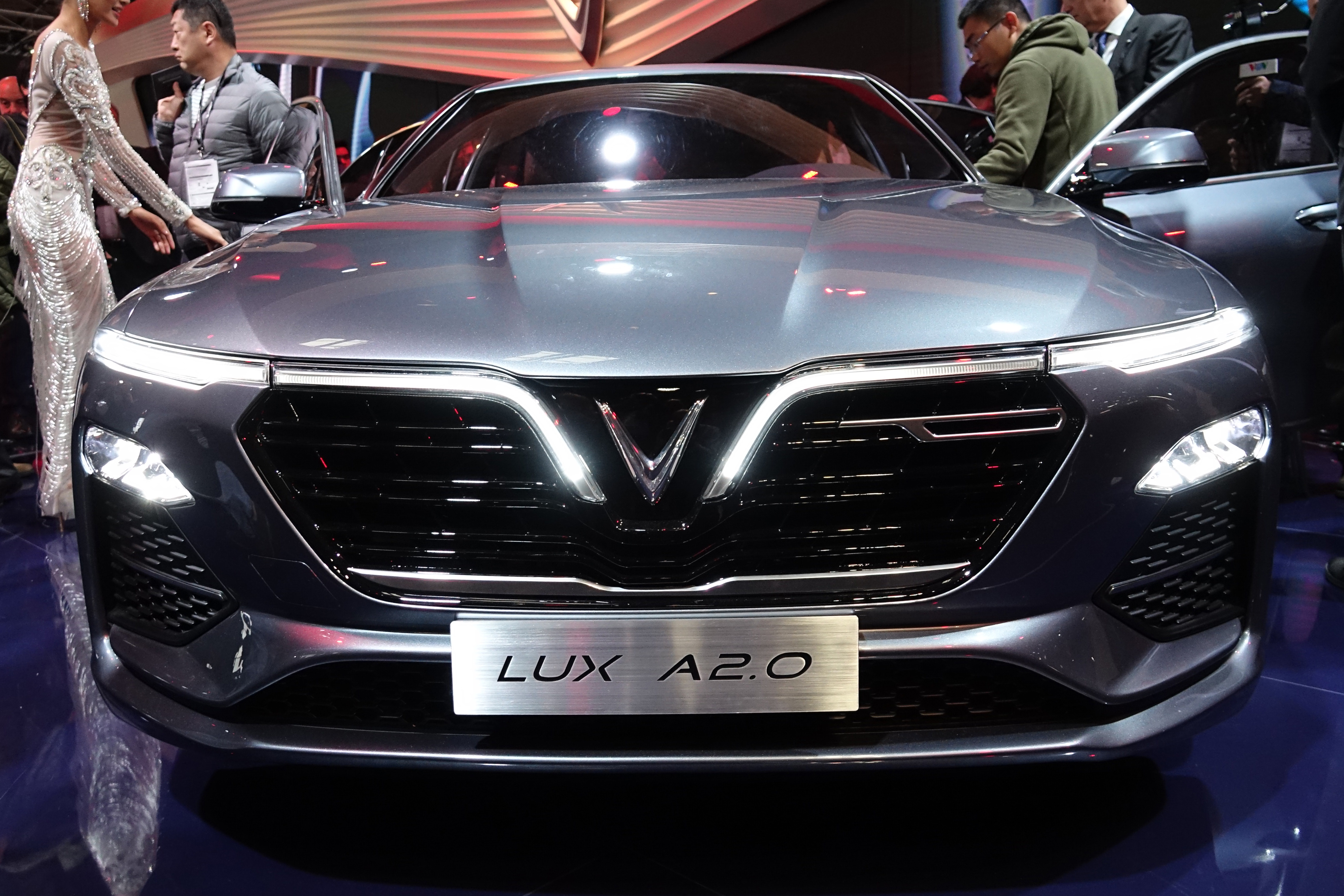
Trực diện đầu xe
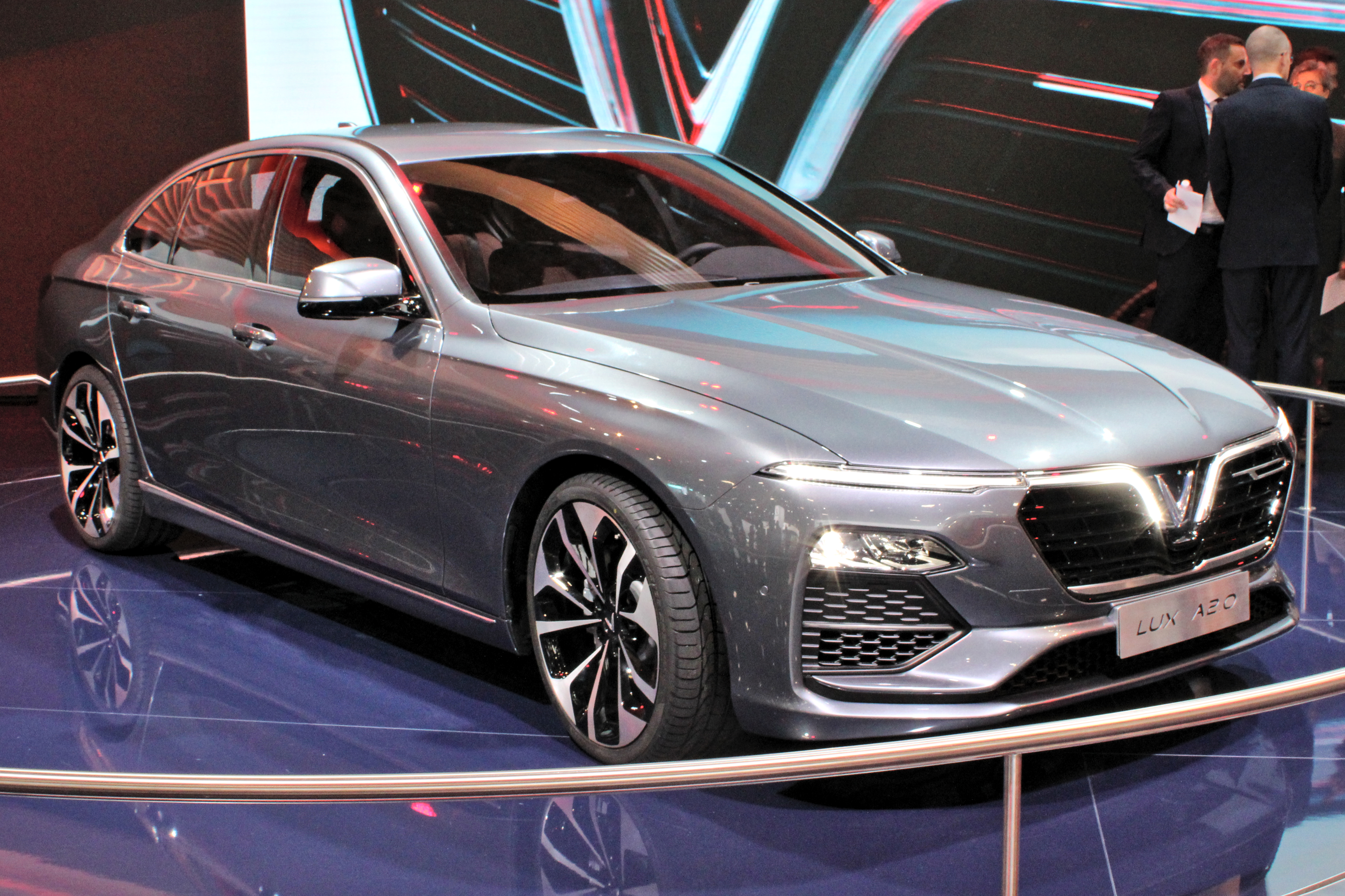